# Irbit motorshow
De Irbit motorshow (Russisch: Ирбитский байк слёт; Irbitski bajk sljot) is een jaarlijkse motorshow in de Russische stad Irbit aan het einde van de maand juli. De motorshow wordt georganiseerd door de lokale motorclub als de viering van het belang van de stad (IMZ Ural) als producent van zware motoren in Rusland en de voormalige Sovjet-Unie. De motorshow trekt duizenden motorrijders uit oblast Sverdlovsk en andere regio's in Rusland, naast een toenemend aantal buitenlandse motorrijders.